# Jacques Hnizdovsky

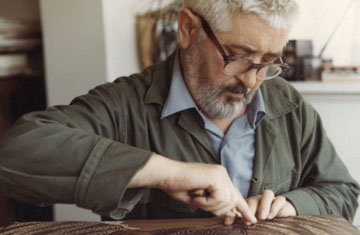
Jacques Hnizdovsky in 1969

Jacques Hnizdovsky (Oekraïens: Яків Гніздовський), (oblast Ternopil, 27 januari 1915 - New York, 8 november 1985) was een Oekraïens-Amerikaans kunstschilder, prentenmaker, beeldhouwer, ex-libris-ontwerper en illustrator.
Hij produceerde honderden schilderijen, evenals meer dan 300 prenten (houtsneden, etsen en linoleumsneden). Zijn werk is opgenomen in de permanente collecties van vele musea wereldwijd. Het Museum of Fine Arts in Boston heeft een grote collectie van zijn prenten.
Hij werd geïnspireerd door het gebruik van blokdruk in Japan, alsmede de houtsneden van Albrecht Dürer. De meeste van zijn houtsneden (afgezien van de tentoonstellingsaffiches) werden gedrukt op washi, soms abusievelijk vertaald als "rijstpapier". Washi is echter gemaakt van de papiermoerbei (Broussonetia papyrifera).
Hnizdovsky's houtsneden verbeelden vaak planten en dieren. De primaire reden hiervoor was in eerste instantie dat hij na zijn aankomst in de VS geen middelen had om een menselijk model te betalen. In de Bronx Zoo vond hij vele modellen die bereid waren te poseren for peanuts, zoals hij later zou schrijven. Andy, een orang-oetan die als baby in de Zoo terechtkwam, was een van Hnizdovsky's favoriete modellen.

## Levensloop
Jacques Hnizdovsky werd geboren in Oekraïne, in de rajon Borshchivskyi van de oblast Ternopil. Hij was een directe afstammeling van een Poolse adellijke familie. Hij studeerde aan de Academie van Schone Kunsten in Warschau en in Zagreb, en verhuisde in 1949 naar de Verenigde Staten.
Hnizdovsky heeft op grote schaal tentoongesteld. Hij overleed in 1985 en is begraven op de Lychakivskiy-begraafplaats in Lviv (Oekraïne). Zijn archief wordt beheerd door de Slavische en Baltische afdeling van de New York Public Library. 

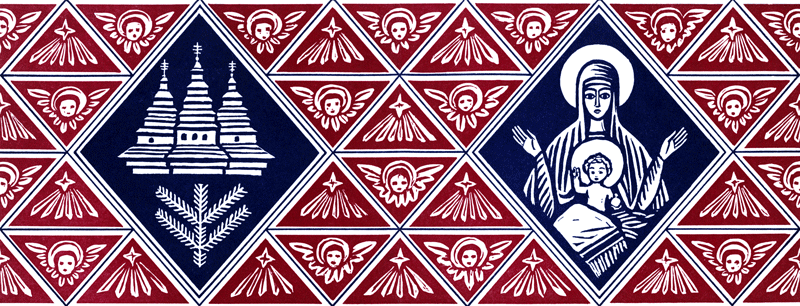
Kerstkaart
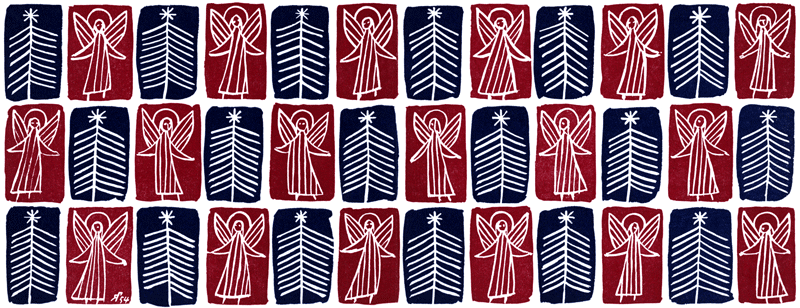
Kerstkaart
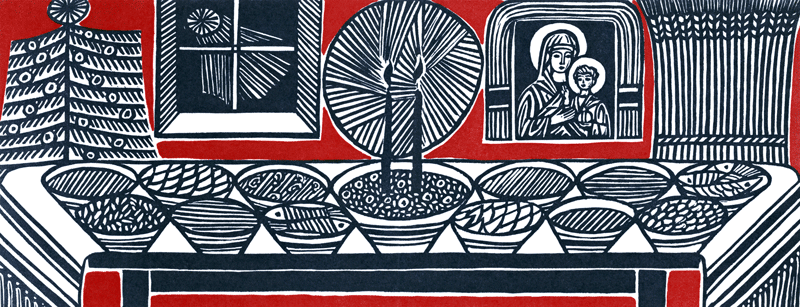
Kerstkaart
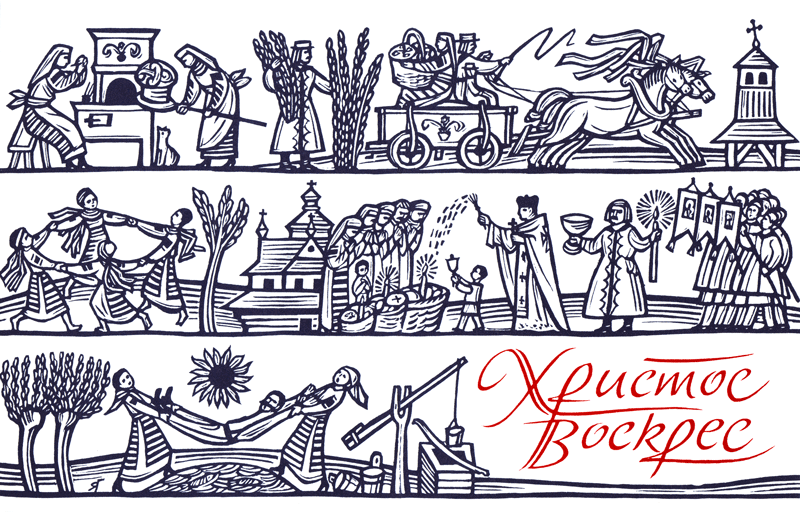
Paaskaart

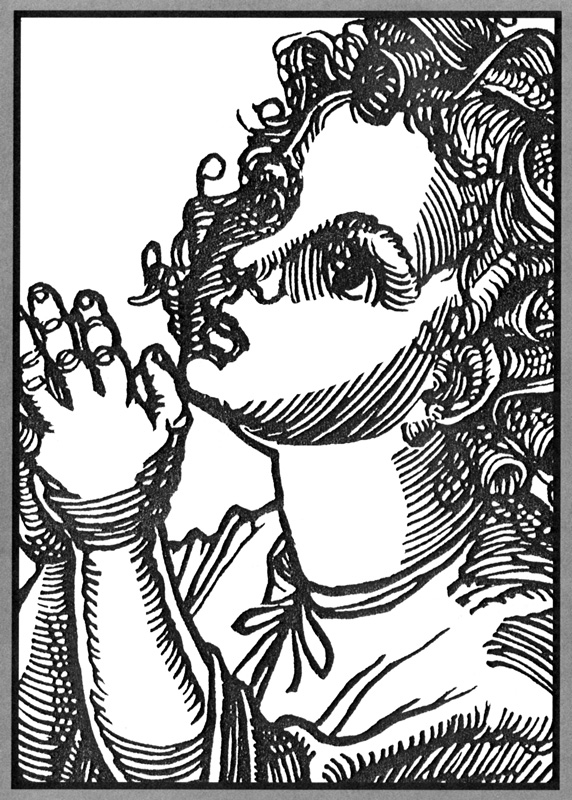
Biddend kind
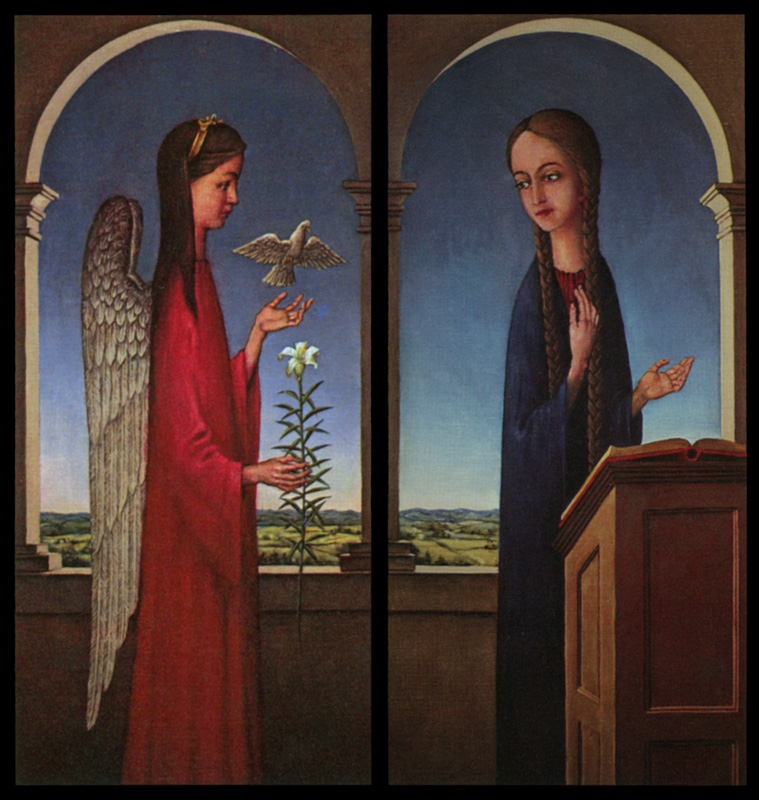
Aankondigingskaart
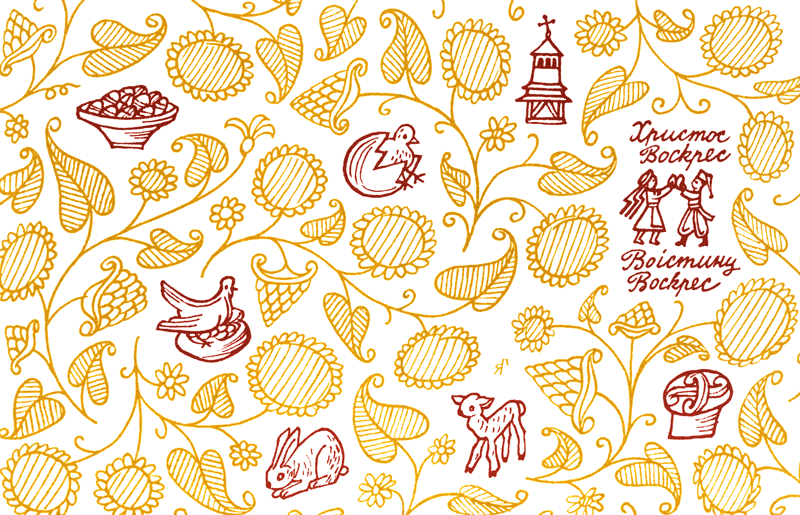
Paaskaart
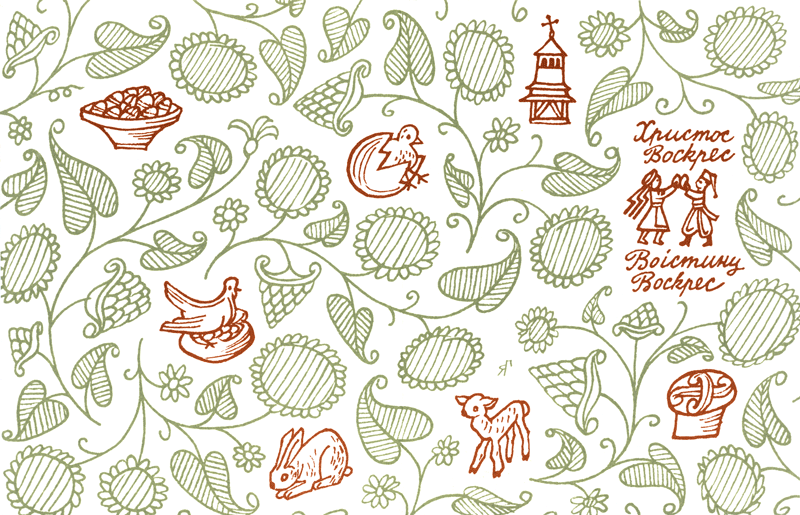
Paaskaart